# Firmiana kerrii
Firmiana kerrii är en malvaväxtart som först beskrevs av William Grant Craib, och fick sitt nu gällande namn av André Joseph Guillaume Henri Kostermans. Firmiana kerrii ingår i släktet Firmiana och familjen malvaväxter. Inga underarter finns listade i Catalogue of Life.